# Веве (гора)
Гора Веве — згаслий вулкан на острові Коломбангара на Соломонових островах.  Висота гори складає 1768 м і є найвищою точкою острову.
- Список Ультрас Океанії
- Список островів за найвищою точкою

## Зовнішні посилання
- «Гора Веве, Соломонові острови» на Peakbagger
- "Mount Veve" на Mountain-forecast.com